# Travis
Travis — шотландская рок-группа, названная по имени главного героя фильма Вима Вендерса «Париж, Техас». На группу оказали влияние такие исполнители, как Oasis и Radiohead. Группа добилась большого международного успеха со своим вторым альбомом The Man Who (1999), который провел девять недель на первом месте в британском чарте альбомов, в общей сложности 134 недели в топ-100 чарта.

## История
Travis прославились своими многочисленными хитами: «Driftwood», «Sing», «Turn», «Side», «Why Does It Always Rain on Me?» и другими. Особую популярность по обе стороны Атлантики группа приобрела после живого исполнения кавер-версии сингла Бритни Спирс «Hit Me Baby (One More Time)» на фестивале в Гластонбери. Этот трек был издан в качестве бисайда к синглу «Turn». На самом деле, для Travis это вполне характерная ситуация. Почти каждый свой сингл музыканты издают двумя дисками, каждый из которых отличается от другого набором бисайдов. Неудивительно, что общее число треков, вошедших в альбомы, уступает общему количеству бисайдов группы.
Как ни странно, но, даже когда Travis находились на пике популярности, очень немногие поклонники имели представление об участниках коллектива. Многие искренне полагали, что Travis — это просто-напросто имя вокалиста. Такая парадоксальная ситуация вполне отражает мнение музыкантов о том, что их музыка куда важнее их собственных персон. Именно отсюда произошло название третьего альбома шотландцев The Invisible Band.
В 2002 году группа чуть было не распалась. Барабанщик Нейл Примроуз получил серьёзную спинномозговую травму в результате несчастного случая на воде. Однако с тех пор Нейл сумел полностью восстановиться.
2 июля 2005 года Travis выступили в Лондоне в рамках серии Live 8. 6 июля музыканты приняли участие в большом концерте Edinburgh 50,000 The Final Push, закрывавшем акцию Long Walk To Justice.
7 мая 2007 года вышел пятый альбом группы — The Boy With No Name. К продюсированию альбома привлечён продюсер Radiohead Найджел Годрич, который также записывал пластинки The Man Who и The Invisible Band, а также Брайан Ино и Майк Хеджес. На официальном форуме группы в разделе 'Студийные дневники' басист Дуги Пейн поделился и другими подробностями, касающимися альбома. В частности, он сообщил, что новый трек группа запишет совместно с шотландской певицей KT Tunstall: «Мы встретили Tunstall во время одного клубного выступления в Ливерпуле в поддержку сборника синглов. Мы считаем большим везением возможность работать с ней. У неё невероятный голос». Пейн также поведал о том, что у группы уже набралось столько материала, что они могли бы при желании издать двойной альбом: «У нас записано порядка 20 песен. Этого вполне хватит даже на два альбома».
В начале 2008 года группа неожиданно заявила на официальном сайте о том, что к выходу готов новый альбом. Солист группы Фрэн Хили дал ему название Ode To J. Smith. Наименование означает, что альбом направлен к каждому слушателю, поскольку J. Smith — это собирательный образ человека (всё равно, что Иван Петров в России). Альбом отличает жесткая манера исполнения, большое количество оригинальных вокальных и инструментальных инвариаций. В европейский релиз вошло 11 песен. Официальный релиз в Великобритании состоялся 29 сентября 2008 года.
Окончание тура в поддержку Ode To J. Smith ознаменовало длительный перерыв в студийной деятельности группы, затянувшийся на пять лет. Басист Дуги Пэйн в одном из интервью признался, что группе «Нужно было как можно дольше воздерживаться от студийной работы, чтобы почувствовать наконец такое же сильное желание заняться творчеством, какое ощущалось в самом начале нашей карьеры». В этот период Travis собирались в короткие туры по фестивалям (отметившись в том числе выступлением на фестивале Максидром в Москве в 2011 году), а также записали несколько новых песен, в том числе совместно с группой Keane. Кроме того, Фрэн Хили  в 2010 году, успел выпустить свой первый сольный альбом Wreckorder.
19 августа 2013 года Travis выпустили пластинку Where You Stand. Альбом был записан в Норвегии в студии Ocean Sound Recordings, а сведён в берлинской Hansa Studios. Продюсером альбома стал номинант «Грэмми», швед Майкл Илберт.
29 апреля 2016 года вышел восьмой студийный альбом Travis - Everything At Once, который записывался в Берлине с января 2015 года.

## Дискография

### Студийные альбомы
- Good Feeling (8 сентября 1997)
- The Man Who (24 мая 1999)
- The Invisible Band[2] (11 июня 2001)
- 12 Memories (13 октября 2003)
- The Boy With No Name (7 мая 2007)
- Ode to J.Smith (29 сентября 2008)
- Where You Stand (19 августа 2013)
- Everything at Once (29 апреля 2016)
- 10 Songs (9 октября 2020)
- L.A. Times (12 июля 2024)